# Brittnau
Brittnau est une commune suisse du canton d'Argovie, située dans le district de Zofingue.

Vue aérienne (1957)

## Transports
- Ligne ferroviaire CFF Olten-Lucerne, à 12 km d’Olten et à 45 km de Lucerne